# Waldemar Sjölander
Gustaf Waldemar Sjölander, född 6 januari 1908 i Annedals församling, Göteborg, död 18 mars 1988 i Mexico City i Mexiko, var en svensk målare, tecknare, grafiker och konstpedagog verksam i Sverige och Mexiko.

## Biografi
Han var son till överingenjören Carl Gustaf Leonard Sjölander och Agnes Eugenia född Johansson och gift 1942–1953 med Nelly Gerda Wäsström (1917–2016). Sjölander studerade först vid Slöjdföreningens skola och sedan på Valands målarskola i Göteborg 1925–1927, med Tor Bjurström som lärare. Han företog studieresor till Tyskland, Frankrike, Belgien och Frankrike. Han räknas som en av Göteborgskoloristerna med sina expressiva och koloristiska målningar. Sjölander slog igenom på Olsens konstsalonger i Göteborg 1944 och Modern konst i hemmiljö i Stockholm 1945. Efter dessa utställningar emigrerade han till Kuba 1946 och året därefter till Mexiko, där han var bosatt till sin död.
I Sverige ställde han ut separat på bland annat Gummesons konsthall 1945 och tillsammans med Charles Portin, Erkki Talari och Adja Yunkers ställde man ut på Lorensbergs konstsalong 1946 och med Bengt Blomquist på Lorensbergs konstsalong 1958
Det exotiska och färgstarka folklivet i Mexico tolkade han med en förening av arvet från Göteborgskolorismen och vitaliteten i det mexikanska måleriet. Motiven var naivistiska figurkompositioner, landskap, interiörer och stilleben. Han jämfördes, som en sentida Paul Gauguin. Han blev även erkänd i Mexico och vid ett flertal tillfällen, fick han representera sitt nya hemland internationellt. Under 1960-talet ägnade han sig även åt träskulptur av långdragna kvinnofigurer. År 1952 hade Sjölander en stor separatutställning i Liljevalchs konsthall samma år som konsthallen visade sin största utställning någonsin "Mexikansk konst från forntid till nutid". Han var personligen djupt involverad i att den stora utställningen kom att visas i Sverige. 
Vid sidan av sitt eget konstnärskap var Sjölander verksam som lärare 1971–1985 på Escuela Nacional de Pintura, Escultura y Grabado "La Esmeralda" och 1977–1985 på Escuela Nacional de Bellas Artes, båda i Mexico City.
Han är representerad på Nationalmuseum, Moderna museet, Göteborgs konstmuseum, Örebro läns museum och Kalmar konstmuseum och Museo de Arte Moderno.